# Thors Hans Hansson
Thors Hans Hansson (* 1950) ist ein schwedischer Physiker, der als Professor für theoretische Physik an der Universität Stockholm arbeitet und auch Leiter von Nordita ist. Er ist Mitglied des Nobelkomitees für Physik, das jedes Jahr die Gewinner des Nobelpreises für Physik auswählt.

## Leben
Hansson promovierte 1979 an der Universität Göteborg mit einer Arbeit über Elementarteilchen (Quarks). In jüngster Zeit hat er sich mit theoretischen Aspekten der Physik der kondensierten Materie befasst.
Er setzt sich aktiv für die Popularisierung von Physik und Wissenschaft ein, unter anderem durch Vorträge und Artikel in Zeitungen und im Folkvett.
Hansson wurde 2009 zum Mitglied der Königlich Schwedischen Akademie der Wissenschaften gewählt. Anfang 2016 wurde er Direktor von Nordita.
Anlässlich der Bekanntgabe des Nobelpreises für Physik 2016 gab Hansson die öffentliche Erklärung des Komitees für den Preis ab. Seine Verwendung einer Zimtschnecke, eines Bagels und einer Brezel (zur Erläuterung relevanter topologischer Ideen) wurde in vielen Nachrichtenberichten über die Bekanntgabe des Preises erwähnt.